# Ad pias causas
Ad pias causas (лат.) — «на благое дело», формула, которая капиталу, предназначенному на какое-либо благотворительное или святое дело, придает значение юридического лица, так что капитал этот, являясь уже сам носителем известных прав, может приобретать и новые права, что по древнему римскому праву было еще невозможно.
Только с распространением христианства к таким жертвованиям начинают относиться благосклоннее и признают их юридическими лицами, на которые мало-помалу распространяются все дарованные церкви привилегии; так, им, например, для предъявления их претензии дается срок на 10 лет больший, чем тот, которым пользуются другие юридические лица. С тех пор как государство приняло на себя задачи, выполнению которых отдавалась прежде исключительно церковь, с тех пор как рядом с специально-религиозными задачами церкви возникли и общеполезные, связь этих благотворительных учреждений с церковью становится все слабее и слабее и проявляются наконец уже только в так называемых pia corpora в римско-каноническом смысле, все же другие перешли в ведение государственного управления. Тогда возник вопрос, достаточно ли назвать цель жертвования, чтобы одним этим уже дать ему, например, право принимать достающиеся ему по завещанию суммы, или же необходима санкция правительства, которое даровало бы учреждению, о котором идет речь, права юридического лица. После долгих споров между юристами вопрос решен в самое последнее время в том смысле, что выражение воли жертвователя или завещателя достаточно уже само по себе и что государство должно только следить за допустительностью цели, которая при этом преследуется. Так поступает австрийское законодательство; прусское же по отношению к всевозможным воспомогательным учреждениям сохраняет за собой право дарования корпоративных прав, богадельням же, домам призрения и т. п. представляет и без своего утверждения все права, которыми пользуются церковные земли.
Кроме учреждения специального капитала, деньги могут быть употреблены ad pias causas и так, что утилизация их с указанной целью поручается какому-либо частному лицу или же посредством передачи их какому-либо уже действующему в желательном жертвователю направлении учреждению. В последнем случае государство большею частью сохраняет за собой право следить за допустимостью цели, чтобы предотвратить накопление имуществ в «мертвой руке».